# کوتا اوهاشی
کوتا اوهاشی (ژاپنی: 大橋 滉太؛ زادهٔ ۹ آوریل ۲۰۰۲) بازیکن فوتبال اهل ژاپن است.
از باشگاه‌هایی که در آن بازی کرده‌است می‌توان به باشگاه فوتبال سرزو اوساکا اشاره کرد.